# Diagrama de Frost
O diagrama de Frost–Ebsworth representa a maneira gráfica mais comum de se resumir reações de oxirredução para espécies químicas contendo um elemento específico em diferentes meios (ácido e básico) em diferentes estados de oxidação. Este tipo de diagrama é de grande auxílio para a análise de reações eletroquímicas sob o ponto de vista da química inorgânica.
O Diagrama de Frost foi inventado por Arthur Frost em 1951 com a publicação de um trabalho intitulado Diagramas de Oxidação de Potencial Livre (em inglês:  Oxidation Potential-Free Diagrams).

## Construção do diagrama
Um diagrama de Frost para um elemento X qualquer parte de uma semirreação de redução onde:
{\displaystyle {\ce {X ^{n+}+ Ne^- -> X^0}}} {\displaystyle E^{o}}

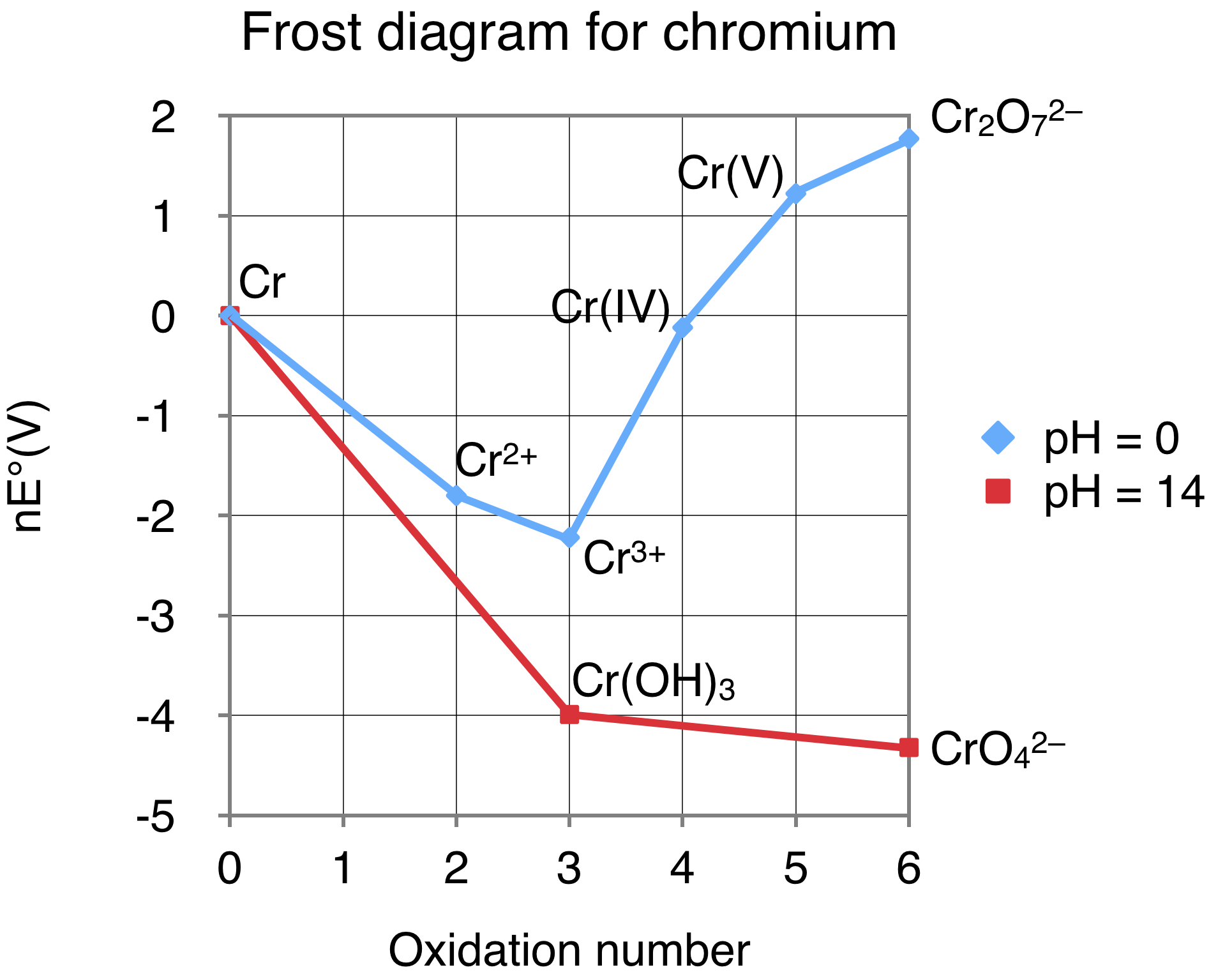
Diagrama de Frost para o crômio (Cr).

Um diagrama de Frost é um gráfico de nE°, expresso em voltas (V), versus o estado de oxidação, onde nE° é proporcional ao ΔG° das semirreações, pois:
{\displaystyle \Delta G=-nFE^{o}}

Diagrama de Frost para o manganês (Mn).

Outra maneira de construir um Diagrama de Frost é utilizando a relação matemática:
{\displaystyle NE^{o}=-\Delta _{f}G^{o}/F}
Onde ΔfGº é a energia livre de Gibbs padrão para a semirreação em questão.
Portanto, a espécie química mais estável de um elemento em um meio se encontrará no ponto mais baixo do diagrama.
Os diagramas de Frost são empregados para se fazer afirmações descritivas sobre as reações químicas.

## Interpretação
A inclinação de uma reta que une dois pontos quaisquer de um diagrama de Frost é igual ao potencial padrão do par formado pelas duas espécies que os pontos representam. Considerando dois pontos quaisquer em um Diagrama de Frost, tem-se que a inclinação da reta que une os dois pontos é dada por:
{\displaystyle E^{o}=N'E''^{o}-N''E''^{o}/N'-N''}
Onde N é o número de oxidação das espécies químicas e E° é o potencial padrão da reação.
Esta expressão permite concluir que a inclinação da reta é igual ao potencial padrão da reação do par unido pela reta, logo, quanto mais íngrime for a reta que une um par de pontos, maior é seu potencial padrão de reação.
O reagente oxidante no par de inclinação mais positiva (E° "mais alto") estará sujeito a sofrer uma reação de redução, ao passo que o reagente redutor no par de menor inclinação (E° "mais baixo") estará sujeito a sofrer uma reação de oxidação.
Valores de E° podem assumir valores acima e abaixo de zero.